# Tatsuo Suzuki
Tatsuo Suzuki (Yokohama, 27 april 1928 - Londen, 12 juli 2011) was een Japanse grootmeester in de karatestijl Wado-ryu.

## Levensloop
Suzuki was een leerling van Wado-grondlegger Hironori Otsuka. In 1942 begon Suzuki bij hem te trainen.
Vier jaar later, in 1946, ontving Suzuki zijn 2e dan. Hij behaalde zijn hoogste graad, de 8e dan, op 47-jarige leeftijd. Verder ontving hij de titel Hanshi. Suzuki beoefende ook andere vechtsporten. Zo behaalde hij een 2e dan in Tenshin Koryu Bo-Jitsu en een 1e dan in judo.
Begin jaren 1960 ging Suzuki op verzoek van Ohtsuka naar Europa om Wado-ryu verder te verspreiden en promoten. Hij woonde vanaf dat moment tot aan zijn dood in 2011 in Engeland. In 1991 richtte hij de Wado International Karate-Do Federation  (WIKF) op.